# 유상희
유상희(1964년~)는 대한민국의 배드민턴 선수로, 1985년 세계 배드민턴 선수권 대회에 참가해 금메달을 획득했다.